# I. Hillél
I. Hillél (héberül הלל, más névváltozatokban Hilél, Hazakén; Babilónia, i. e. 110 körül – Jeruzsálem, i. sz. 10) híres ókori talmudi mester, tanító, iskolaalapító, a zsidó történelem egyik legfontosabb alakja. Neve jelentése magyarul „az öreg”.

## Élete
Előkelő családból származott, a Talmud alapján apai ágon Benjámin törzsének leszármazottja volt, anyja Sfátjának, Dávid ötödik fiának lánya volt. Apja neve ismeretlen. Egyik öccsét Sevnának hívták. A hagyomány szerint Sevná gazdag kereskedői pályára lépett, míg Hillél az otthoni szegénységben Tórát tanult és favágásból élt.
A zsidó bölcsek hagyománya szerint negyvenéves kora után negyven évig tanított, ezután pedig a Szanhedrin (70 tagú, legmagasabb zsidó szellemi és vallási vezetőtestület) elnöke lett, és százhúsz éves koráig állt a zsidó nép élén.
Ő alapította, majd későbbiekben vezette a nagy Erec Jiszráél-i iskolát, valamint a Bét-Hilélt (magyarul Hillél háza), mely az 5. századig működött. Alapelve a „Ami neked nem esnék jól, azt ne tedd felebarátodnak!” mondás volt, ezt tulajdonította a Tóra alapjának. Lefektette a Talmud törvényrendszereinek alapját. Tanításaival ellentétben állt Sammáj által alapított Bét-Samájjal (Samáj háza), mely szigorúságot és istenfélést hirdetett (a Tórában leírtak alapján, „betű szerint értelmezték a törvényt”). A Talmud ma is ismert didaktikus rendszere e két irányzat állandó vitái miatt alakult ki. Hillél és Sámáj határozták meg a korszakban a zsidó nép szellemi fejlődését.
Hillél aforizmái, mondásai közöl sok a Pirké Avot (magyarul „Atyák fejezetei” vagy „Az atyák bölcs tanításai”) című szentenciagyűjteményben maradt fenn. Ebből kiderül, hogy békeszerető volt és mindent megtett az embertársai közötti béke elérése érdekében.
Hillélnek körülbelül 80 tanítványa volt, közülük Jonatán ben Uziél targumszerző a zsidó Ószövetség egyharmadát arámi nyelvre fordította, valamint Jonatán ben Zakáj, a jávnei iskola alapítója volt.
Lehetséges, hogy Jézussal is beszélt, amikor Jézus 12 évesen Jeruzsálemben volt a templomban. Hillél alapelve (lásd korábban) hasonlít Jézus egyik tanítására, Jézus azonban nem passzivitásra, hanem aktivitásra szólít: „Amit tehát szeretnétek, hogy az emberek veletek cselekedjenek, ti is ugyanazt cselekedjétek velük, mert ez a törvény, és ezt tanítják a próféták.” - Máté evangéliuma 7:12
Történészi kutatások és egy talmudi tétel szerint i. e. 30-tól i. sz. 10-ben bekövetkezett haláláig állt a Szanhedrin élén, a nászi (fejedelem) cím birtokosa volt, mely tisztséget utódai is örökölték, és ők álltak a zsidó nép élén az elkövetkező 60 évben.